# 巴西哥倫比亞航空
巴西哥倫比亞航空（葡萄牙語：OceanAir Linhas Aéreas S.A. – Avianca Brasil）是巴西的全服務航空公司，總部設在該國第一大城市聖保羅，於2002年成立，它為哥倫比亞航空的子公司。

## 航點
| 旗幟 | 城市     | 國家 | 機場名稱         | 備註 |
|      | 巴西利亞 | 巴西 | 巴西利亞國際機場 | 基地 |

## 外部連結
- 官方網站 （页面存档备份，存于）（葡萄牙文）（英文）（西班牙文）